# Kōhei Nakano
Kōhei Nakano (japanisch 中埜 航平 Nakano Kōhei; * 28. April 2003 in der Präfektur Osaka) ist ein japanischer Fußballspieler.

## Karriere

### Verein
Nakano erlernte das Fußballspielen in der Jugendmannschaft von Cerezo Osaka. Die erste Mannschaft von Cerezo spielte in der ersten Liga, die U23-Mannschaft in der dritten Liga. Als Jugendspieler bestritt er ein Spiel in der dritten Liga.
Seit Januar 2022 spielt Nakano für den 1. FC Bocholt, aktuell in der Regionalliga West.